# Japalura grahami
Japalura grahami är en ödleart som beskrevs av  Leonhard Hess Stejneger 1924. Japalura grahami ingår i släktet Japalura och familjen agamer. IUCN kategoriserar arten globalt som otillräckligt studerad. Inga underarter finns listade i Catalogue of Life.
Arten är bara känd från provinsen Sichuan i Kina. I regionen växer främst städsegrön skog.